# Дебика (Клуж)
Дебика (рум. Dăbâca) — село у повіті Клуж в Румунії. Входить до складу комуни Дебика.
Село розташоване на відстані 338 км на північний захід від Бухареста, 22 км на північ від Клуж-Напоки.

## Населення
За даними перепису населення 2002 року у селі проживали 836 осіб.
Національний склад населення села:
| Національність | Кількість осіб | Відсоток |
| -------------- | -------------- | -------- |
| румуни         | 815            | 97,5%    |
| угорці         | 21             | 2,5%     |

Рідною мовою назвали:
| Мова      | Кількість осіб | Відсоток |
| --------- | -------------- | -------- |
| румунська | 816            | 97,6%    |
| угорська  | 20             | 2,4%     |